# Godziszów (Silésie)
Pour les articles homonymes, voir Godziszów.
Godziszów est une localité polonaise de la gmina de Goleszów, située dans le powiat de Cieszyn en voïvodie de Silésie.